# Sinularia fungoides
Sinularia fungoides är en korallart som beskrevs av Thomson och Henderson 1906. Sinularia fungoides ingår i släktet Sinularia och familjen läderkoraller. Inga underarter finns listade i Catalogue of Life.